# Lepidozia sandvicensis
Lepidozia sandvicensis là một loài Rêu trong họ Lepidoziaceae. Loài này được Lindenb. mô tả khoa học đầu tiên..